# Martin Luther King III
Martin Luther King III (Montgomery, 23 ottobre 1957) è un attivista statunitense.
È il maggiore tra i figli ancora in vita del leader dei diritti civili Martin Luther King Jr. e di Coretta Scott King, ed è stato il quarto presidente della Southern Christian Leadership Conference dal 1997 al 2004.

## Biografia

### Primi anni di vita
Martin Luther King III è nato il 23 ottobre 1957 dagli attivisti dei diritti civili Martin Luther King Jr. e Coretta Scott King, la quale nutriva riserve sul dargli il nome del suo famoso padre, "rendendosi conto del peso delle aspettative che può generare per il bambino", ma il marito aveva sempre desiderato chiamare un figlio maschio Martin Luther III.
King venne alla luce mentre suo padre stava parlando ai membri della Southern Christian Leadership Conference, ai quali annunciò il nome di suo figlio dopo che venne informato del parto. La sua nascita costrinse Coretta Scott a rinunciare in parte alla sua carriera di concertista, in quanto si era diplomata in Canto e Violino al New England Conservatory of Music di Boston nel 1954. Coretta trascorse il primo anno di Martin Luther III a prendersi cura di lui e di sua sorella maggiore Yolanda.
Martin Luther King III ha tre fratelli: Yolanda Denise King, deceduta nel 2007, Dexter Scott King e Bernice Albertine King, cresciuti a Vine City, un sobborgo urbano di Atlanta in Georgia. A soli otto anni, in terza elementare, dovette subire i primi insulti razziali da parte di un ragazzo bianco della sua classe, a cui piaceva anche disegnare. Quando Martin Luther si complimentò con lui per un suo disegno, le molestie cessarono.
King aveva dieci anni quando suo padre fu assassinato, ma già da alcuni anni il cantante-attore e attivista per i diritti civili Harry Belafonte aveva istituito un fondo fiduciario a beneficio dei suoi quattro figli. Dopo aver frequentato la Galloway School, King conseguì nel 1979 la laurea in scienze politiche al Morehouse College, il medesimo frequentato dal padre, dal nonno e dal bisnonno.

### Carriera
King III è considerato come un uomo timido e schivo, visse nella casa d'infanzia con sua madre fino all'età adulta. Ha la tendenza a lavorare troppo per poter essere all'altezza della fama paterna. Il Rev. E. Randel T. Osburn, suo amico, disse di King, "Guardarlo è come guardare qualcuno che cerca di superare se stesso. È come se avesse davanti a sé un fantasma che cerca continuamente di raggiungere. "
Il 26 giugno 1985 fu arrestato insieme a sua madre e sua sorella Bernice, mentre partecipava a una protesta antiapartheid presso l'ambasciata del Sudafrica a Washington. Il 7 gennaio 1986 fu arrestato insieme alle sue sorelle in seguito alla protesta condotta davanti ad un supermercato della catena Winn Dixie. Il 9 giugno 1986, annunciò la sua candidatura per la Commissione della contea di Fulton, diventando il primo membro della sua famiglia, dopo la morte del padre, a dedicarsi ufficialmente alla politica.
Nel 1989, insieme a Kerry Kennedy, figlia di Bob Kennedy, King si oppose apertamente alla pena di morte, quando affermò che "Se credessimo al principio "occhio per occhio e dente per dente", saremmo quasi tutti senza occhi e senza denti". Nel 1990 fece pubblica ammenda verso la comunità gay per aver affermato, durante un incontro con alcuni studenti delle scuole medie, "potrebbe esserci qualcosa che non va in loro". Ha poi definito quelle osservazioni come "disinformate e insensibili " durante un incontro chiarificatore con alcuni leader dell'attivismo gay in America.
Dal 1987 al 1993, King è stato eletto membro della County Commission della contea di Fulton, in Georgia. Fu poi sconfitto alla successiva tornata elettorale, sulla quale incise pesantemente la rivelazione di un suo debito verso il governo federale di più di $ 200 000, in tasse arretrate e multe. Sempre nel 1993, King fu tra i fondatori della "Estate of Martin Luther King Jr. Inc.", la società che gestisce proprietà intellettuale ed utilizzo dell'immagine di suo padre, della quale è commissario dal 2008.
Nel febbraio 2009 King e sua moglie si recarono in India alla testa di una delegazione comprendente il politico statunitense, John Lewis e il pastore protestante, Andrew Young, a cinquant'anni esatti dal celebre viaggio analogo compiuto dai suoi genitori. A Nuova Delhi ha visitato i musei dedicati al Mahatma Gandhi e risposto alle domande degli studenti. Durante una conferenza al Consiglio indiano per le relazioni culturali ha denunciato l'iniquità della guerra in Iraq e gli attentati di Mumbai del 2008 .

### Southern Christian Leadership Conference
Nel 1997 fu eletto all'unanimità responsabile e leader della Southern Christian Leadership Conference (SCLC), un'organizzazione per i diritti civili fondata da suo padre. Fu il quarto presidente del gruppo. Durante i primi anni del suo mandato, cercò di porre un argine alla brutalità della polizia . Sotto la sua guida la SCLC ha tenuto meetings sulla brutalità della polizia, ha organizzato una manifestazione per il 37º anniversario del famosissimo discorso "I have a dream" lanciando una campagna, vincente, al fine di cambiare la bandiera dello stato della Georgia, che in precedenza presentava nel suo campo una grande croce confederata.
Nel giro di pochi mesi dall'assunzione della presidenza, tuttavia, King fu criticato dal consiglio di amministrazione della SCLC per non aver risposto alla corrispondenza e per aver non affrontato questioni importanti per l'organizzazione, oltre ad avergli rimproverato l'assenza da questioni di rilievo nazionale che la SCLC aveva precedentemente presidiato, come la sottrazione del diritto di voto agli elettori neri nel distretto elettorale della Florida, ed i limiti temporali ai beneficiari del welfare inseriti dall'allora presidente Bill Clinton.
King venne ulteriormente criticato per non aver aderito alla battaglia contro l'AIDS, secondo alcune fonti perché a disagio nel parlare di preservativi.
Ha anche assunto Lamell J. McMorris, un direttore esecutivo entrato poi in rotta di collisione con i membri del Consiglio del New York Times.
Nel gennaio 2000, King si è unito ai membri della SCLC in uno screening del cancro alla prostata durante una campagna di sensibilizzazione del gruppo, al quale ha partecipato anche il comico Dick Gregory.
Il 4 aprile 2000, 32º Anniversario della morte di suo padre, King ha visitato la tomba paterna insieme a sua madre, suo fratello, la sorella Bernice e la zia scrittrice, Christine King Ferris.
Nel giugno 2001, la Southern Christian Leadership Conference ha sospeso King dalla presidenza, a causa dell'inattività dell'organizzazione.
Dopo essere stato riammesso alla carica, King ha presentato un piano operativo quadriennale più "decisionista", accettando di licenziare McMorris e annunciando, alla successiva convention dell'agosto 2001, alla battaglia all'amministrazione Bush a Montgomery, in Alabama.
In un meeting coevo alla convention, il precedente Presidente della SCLC Rev. Joseph Lowery, l'ex ambasciatore alle Nazioni Unite Andrew Young ed il Reverendo Jesse Jackson hanno pubblicamente espresso il proprio sostegno a King, che ha affermato: "Non dobbiamo permettere alla nostra brama di "gratificazione terrena" di impedirci di prendere decisioni difficili, che influenzino le generazioni future".

### King Center e Convention Democratica del 2008
Il 4 aprile 2008, 40º anniversario della morte di suo padre, King e Al Sharpton hanno condotto una marcia commemorativa a Memphis, Tennessee. In quella città ha visitato il Lorraine Hotel, per la prima volta dalla morte di suo padre, e parlato con coloro che avevano preso parte alla marcia, invitandoli a proseguire la lotta paterna e promuovendo la Realizing the Dream, l'organizzazione destinata a combattere la povertà poi assorbita dal King Center sotto la sua presidenza. Il CEO (amministratore delegato), Dexter King, ha accusato poi Martin di averla creata con il fine di lucrare sull'eredità dei genitori, sottraendola al King Center. Successivamente, saranno a loro volta Martin Luther King III e sua sorella Bernice ad accusare proprio Dexter, loro fratello, di distrazione di fondi dall'eredità materna alla struttura della quale Dexter era CEO, con una serie di querele e contro-querele che terminerà solo nel 2010, con una riconciliazione pubblica, dopo un accordo extra-giudiziale tra le parti, ed il ritorno di Martin Luther King III alla presidenza del King Centre.
Alla Democratic National Convention del 28 agosto 2008 Martin Luther King III si è pronunciato in favore del candidato alla presidenza Democratico, senatore Barack Obama. L'evento è coinciso con il 45º anniversario del discorso, "I have a dream", oltre a segnare la prima candidatura presidenziale di un afroamericano da parte di uno dei due principali partiti USA. King ha affermato che suo padre sarebbe stato "orgoglioso di Barack Obama, orgoglioso del partito che lo ha nominato e orgoglioso dell'America che lo eleggerà" richiamando però l'attenzione verso "Un sistema sanitario, un sistema scolastico, un mercato immobiliare ed un sistema giudiziario iniqui e poveri", aggiungendo che "tutti noi dobbiamo rimboccarci le maniche, e lavorare per garantire che il sogno che il presidente Obama ha condiviso possa essere realizzato. "

### Altre attività e interessi
Nel gennaio 2011 è circolata la notizia di un suo interessamento alla partnership nella proprietà della squadra dei New York Mets.
King fu uno dei fondatori di Bounce TV, una rete televisiva digitale orientata all'utenza afro-americana. Attualmente è membro del Board of Advisors di Let America Vote, un'organizzazione fondata dall'ex segretario di Stato del Missouri Jason Kander che si propone di fermare la soppressione dell'elettorato.

### Marcia dei Ministri per la Giustizia
Il 28 agosto 2017 King ha condotto con Al Sharpton a Washington DC la Marcia dei Ministri per la Giustizia, portando oltre 3 000 ministri del culto a protestare contro le politiche del presidente Donald Trump, che King ha incontrato nel gennaio 2017, attirandosi molte critiche.

## Famiglia
Nel febbraio 2008, Martin Luther King III ha sposato la compagna di lunga data Andrea Waters. Il 25 maggio 2008, la coppia ha avuto una figlia, Yolanda Renee King, prima e unica nipote di Martin Luther King e Coretta Scott King.

## Premi e riconoscimenti

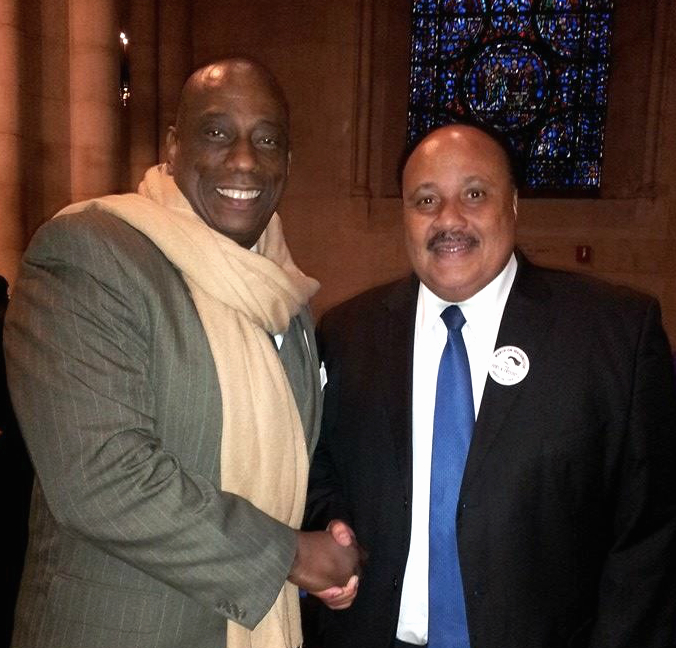
King con la star dell'opera e attivista Stacey Robinson (a sinistra) nel 2014.

Il 5 febbraio 2006, accompagnato dai nipoti dell'attivista Rosa Parks, ha consegnato la moneta cerimoniale al Super Bowl XL, le cui commemorazioni pre-partita hanno incluso una dedica e un momento di silenzio in memoria di Rosa Parks e Coretta Scott-King, oltre ad una esecuzione dell'inno nazionale, The Star-Spangled Banner, del Dr. John, Aaron Neville e Aretha Franklin accompagnati dai cori dell'Alabama State e della Clark Atlanta University.
Il 29 marzo 2008, King ha lanciato la palla inaugurale della "Major League Baseball Civil Rights Game".
Il 19 settembre 2010 è stato insignito del "Ramakrishna Bajaj Memorial Global Award" per "Eccezionali contributi alla promozione dei diritti umani", ai 26º anniversario dei Global Awards della Priyadarshni Academy di Mumbai, in India.
Il 29 settembre 2015, King ha ricevuto lo "Humanitarian Award" da parte del Montreal Black Film Festival.